# Sonja Kraushofer
Sonja Kraushofer (6 de novembro de 1978, Baden) é uma cantora da Áustria.
Mesmo quando era criança, seu amor para artes foi apoiado por sua família. Recebeu lições de piano e de balé e com dezesseis anos finalmente começou a tomar aulas de canto, embora quisesse sempre se tornar uma dançarina. Após terminar o colégio ela estudou canto, dança e artes na Hochschule für Musik und darstellende Kunst (Universidade de Música e Artes Cênicas), em Viena. No verão de 2000 graduou-se da universidade como cantora, terminando o curso com notas altissimas. Assim seu passatempo transformou-se em sua profissão. Com dezessete anos Sonja juntou-se a banda.
Ela não é somente a vocalista feminina do L'Âme Immortelle mas também se expressa através dos arranjos e na sua apresentação no palco. Desde o verão de 2001 Sonja tem também sua própria banda solo. Junto com Martin Höfert (da Sopor Aeternus & The Ensemble of Shadows) é líder da banda Persephone.